# تيسير جرادات
قيادي في حركة فتح , عام 2016 انتخب عضواً في المجلس الثوري لحركة فتح , وعضواً في المجلس الوطني الفلسطيني عن حركة فتح منذ عام 2018 , وعضواُ في المحكمة الحركية لحركة فتح . 
تيسير جرادات واسمه الكامل تيسير علي داود فرحات (أبو رامي؛ وُلد في 29 سبتمبر 1956 في سعير –) سياسي ودبلوماسي فلسطيني، يشغل منصب سفير دولة فلسطين لدى سلطنة عُمان.

## حياته
- في 6 مارس 2004، عينه الرئيس الفلسطيني ياسر عرفات بموجب قرار رقم (130) لسنة 2004 مديرًا عامًا في وزارة التخطيط والتعاون الدولي الفلسطينية.[4]
- عمل مديرًا للشؤون العربية بوزارة الخارجية الفلسطينية منذ عام 2008 وحتى عام 2010.
- عام 2011 عمل مساعدًا لوزير الخارجية.
- كُلف بين عامي 2012 و2013 بمهام القائم بأعمال وكيل وزارة الشؤون الخارجية الفلسطينية.

- عُين في 17 أغسطس 2013، وكيلًا لوزارة الشؤون الخارجية الفلسطينية بموجب قرار رقم (56) لسنة 2013.[5] في 17 سبتمبر 2013، أصدر الرئيس الفلسطيني محمود عباس قرارًا حمل رقم (69) لسنة 2013 بسحب قرار تعيين تيسير جرادات وكيلًا لوزارة الشؤون الخارجية الفلسطينية.[6] اُعيد تعيينه في 28 أكتوبر 2013، وكيلًا لوزارة الشؤون الخارجية الفلسطينية بموجب قرار رقم (83) لسنة 2013.[7]

- كُلف في 26 فبراير 2016، بتولي رئاسة لجنة التحقيق الخاصة بقضية مقتل عمر النايف في مقر السفارة الفلسطينية في بلغاريا.[8]

- في 1 يونيو 2018، عينه الرئيس الفلسطيني محمود عباس بموجب قرار رقم (26) لسنة 2018 سفيرًا لدولة فلسطين لدى سلطنة عُمان. سلّم أوراق اعتماده إلى يوسف بن علوي بن عبد الله الوزير العُماني المسؤول عن الشؤون الخارجية في 16 سبتمبر 2018،[2] ولاحقًا في 9 مارس 2020، سلّم أوراق اعتماده سفيرًا فوق العادة مفوضًا لدولة فلسطين إلى سلطان عُمان هيثم بن طارق.[3]